# 스파이 대소동
《스파이 대소동》(영어: Spies Like Us)은 미국에서 제작된 존 랜디스 감독의 1985년 영화이다. 체비 체이스와 댄 애크로이드이 주연으로 출연하였고 브라이언 그레이저이 제작에 참여하였다.

## 출연

### 주연
- 체비 체이스 - 피즈흄
- 댄 애크로이드 - 밀바스
- 도나 딕슨 - 캐런

### 조연
- 스티브 포레스트 - 슬레인 장군
- 브루스 데이비슨 - 루비
- 윌리엄 프린스 - 키즈
- 톰 하튼 - 밀지스 장군

## 한국판 성우진(KBS)
- 김도현 - 피즈흄(체비 체이스)
- 유해무 - 밀바스(댄 애크로이드)
- 윤소라 - 캐런(도나 딕슨)
- 김현직 - 슬레인 장군(스티븐 포레스트)
- 박상일 - 키즈(윌리엄 프린스)
- 이윤선 - 앰하우스 박사(테리 길리엄) / 밀지스 장군(톰 하튼) / 요원(래리 코엔)
- 장정진 - 버드(짐 스탈)
- 이봉준 - 요원(B.B. 킹)
- 윤기황 - 칸(토니 사이러스)
- 윤병화 - 해드릭 박사(찰스 맥케온) / 요원(마이클 앱티드)
- 이규화 - 루비(브루스 데이비슨)
- 조유연 - 라폰 박사(거스티 보곡)
- 구자형 - 밥(제임스 도턴) / 길 박사(로버트 페인터)
- 장호비 - 경비원(샘 레이미)

## 제작진
- 협력프로듀서: 샘 윌리엄스
- 협력프로듀서: 레슬리 벨버그
- 미술: 피터 멀톤
- 의상: 데보라 나둘맨